# TSM MODEL

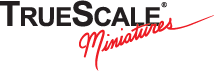
旧ロゴ

TSM MODELは、香港のミニカーブランド。日本ではサンリッチジャパンが販売している。

## 概要
2006年に設立された。当初はTRUE SCALE MINIATURES（トゥルースケールミニチュアズ）であったが、2012年から頭文字をとってTMS MODELに変更した。主に1/18、1/43の自動車模型を販売している。2017年からはMINI GTシリーズとして1/64サイズのミニカー市場に参入した。
2015年からサンリッチの日本法人サンリッチジャパンが日本市場で販売を開始している。

## MINI GT
2017年から1/64ミニカー市場に参入し、MINI GTシリーズをスタートさせた。箱に番号が書かれており、2021年7月現在239番まで販売(但し、通し番号全てが販売されている訳ではなく欠番や未発売の番号もある。)されている。リバティーウォーク、パンデム、KAIDOHOUSEとのコラボ製品、地域限定製品も存在する。

## 製品化されたブランド
公式サイトより。
- トヨタ
- 日産（ダットサン）
- ホンダ（アキュラ）
- ランボルギーニ
- BMW
- ベントレー
- メルセデス・ベンツ
- ポルシェ
- マクラーレン
- ブガッティ
- ランチア
- フォード
- いすゞ
- パガーニ
- ヒュンダイ
- アウディ
- シボレー
- マツダ
- RUF
- ランドローバー
- シェルビー
- HKS
- LBWORKS
- パンデム
- ティレル
- ドゥカティ
- ロータス
- アバルト
- フィアット
- アストンマーティン
- アルファロメオ
- ビュイック
- キャデラック